# Bagr ubangijski
Bagr ubangijski (Bagrus ubangensis) – gatunek słodkowodnej ryby z rodziny bagrowatych (Bagridae).

## Występowanie
Afryka, dorzecze rzeki Kongo. Gatunek pospolity.

## Cechy morfologiczne
Osiąga 31,5 cm długości. Górna część głowy gładka. Kanały czuciowe na głowie dobrze rozwinięte. Żuchwa zaokrąglona. Zęby przedszczękowe tak samo liczne jak zęby podniebienne, które są zbliżone do zębów lemieszowych. Zewnętrzna para wąsów w szczęce równa 2,5–2,6 długości głowy i sięga za podstawę płetw brzusznych. Wewnętrzna para wąsów w szczęce równa 2 długościom głowy. Zewnętrzna para wąsów w żuchwie równa 1–1,1 długości głowy, wewnętrzna para wąsów w żuchwie równa 2,2–2,4 długości głowy. W płetwie grzbietowej 1 kolec i 8–10 miękkich promieni. Jej długość u podstawy równa 1,6–1,8 długości podstawy płetwy tłuszczowej, promienie są proste i miękkie, ostatni promień jest położony na wysokości środka płetwy odbytowej. Odległość między płetwą grzbietową a płetwą tłuszczową równa 2,5–2,6 długości płetwy tłuszczowej u podstawy.  W płetwie odbytowej 9–12 promieni, 5 pierwszych promieni proste i miękkie. Górny płat płetwy ogonowej słabiej rozwinięty niż dolny. Kolec w płetwach piersiowych silny, jego przednia krawędź jest gładka, tylna – słabo ząbkowana. Płetwy brzuszne trochę krótsze niż płetwy piersiowe.  
Grzbiet brązowawy, brzuch białawy. Drobne czarne kropki na grzbiecie, bokach i częściowo na płetwie tłuszczowej i ogonowej. Za głową może być widoczna duża, prawie czarna plama. Wąsy w szczęce białawe.

## Odżywianie
Żywi się fauną denną i małymi rybami.

## Znaczenie gospodarcze
Zazwyczaj poławiany wieczorem nad mulistym dnem. Smaczny wędzony. Surowy bez smaku, w trakcie przyrządzania musi być silnie doprawiany.